# Поныхарь
Поныхарь (также Понихра, Понахарь, Понхарь) — пресное озеро вытянутой формы. Находится в Южском районе Ивановской области, в 12,5 км юго-восточнее города Южа, в 0,4 км юго-восточнее села Моста, в границах Новоклязьминского сельского поселения, на высоте 97 м над уровнем моря.
Площадь озера — 0,58 (по другим данным 0,50) км². Средняя глубина озера — 5 м, максимальная глубина — 15 (по другим данным 17) м.

## Описание
Озеро смешанного происхождения, на формирование его котловины оказали влияние карстовые и водно-эрозионные процессы. Питание озера снеговое, дождевое и грунтовое, подпитывается водой из болота Стеклянного (через Черное озеро) и болота Большого. В юго-восточной части озера имеются 3 родника. Вода в озере имеет соломенно-жёлтый цвет из-за наличия примесей органического происхождения, она безвкусная и не имеет запаха.
Форма озера линейно вытянутая, с севера на юг. Вытекающий из озера ручей соединяет его с озерами Большие Рассохи и Заборье, через которые сток поступает в реку Клязьму.
Берега озера имеют крутизну склонов 10—20° при небольшой высоте. Хорошо выражена озерная терраса. Озеро окружено лесным массивом. Вдоль западного и восточного берегов леса местами заболочены. К озеру примыкает Куракинское болото.
В границах ООПТ историко-культурные объекты отсутствуют.

## Экология
Озеро окружено лесами различного состава, возраста и полноты. В районе ООПТ распространены леса с доминированием сосны обыкновенной. В результате лесных пожаров, которые были в 2002 году и в 2010 году, сосновые леса на восточном и юго-восточном берегах сгорели. На гарях спонтанно сформировались густые молодые заросли берёзы повислой.
Водная растительность озера развита слабо. По визуальной оценке, водная растительность озера занимает около 1—2 %. Она представлена сообществами с доминированием кубышки желтой, болотницы игольчатой и водокраса обыкновенного.
Всего во флоре ООПТ отмечено 219 видов сосудистых растений. К 2015 году отмечен прострел раскрытый, который включен в Приложение 1 Бернской конвенции, а так же занесен в Красную книгу Ивановской области. Ещё 6 видов: гвоздика Борбаша, гвоздика песчаная, острокильница чернеющая, куманика, толокнянка обыкновенная, ластовень лекарственный — также занесены в Красную книгу Ивановской области.
В составе флоры ООПТ присутствуют более 20 видов заносных растений. Среди них череда олиственная, которая формирует крупные заросли по берегам озера, встречается по сырым дорогам, на песчаных пляжах.
Ихтиофауна озера богата — насчитывается 10 видов рыб. В 2015 году подтверждено обитание 5 видов рыб: обыкновенная щука, плотва, краснопёрка, лещ, речной окунь. Возможно обитание еще ряда видов: обыкновенный ёрш, налим, серебряный карась, вьюн и линь.
Ранее озеро славилось обитанием в нем крупных сомов и лещей, которые, вероятно исчезли после изменения гидрологического режима, в связи с торфоразработками болота Большое и заиливанием дна.
На территории ООПТ выделен один участок — резерват. Участок расположен на северо-западном берегу озера и является местом обитания редкого вида растений, реликта ледникового периода — полушника щетинистого. Этот вид включен к Красную книгу Российской Федерации и Красную книгу Ивановской области.
Среди других водных растений на данном участке встречались отдельные группы: водокраса лягушачьего, заросли болотницы игольчатой. На северной границе участка отмечены крупные заросли рдеста.